# WTA de Oklahoma City
O WTA de Oklahoma City – ou IGA U.S. Indoor Championships, na última edição – foi um torneio de tênis profissional feminino, de nível WTA Tier III.
Realizado em Oklahoma City, no centro-sul dos Estados Unidos, estreou em 1986 e durou dezesseis anos. Os jogos eram disputados em quadras duras cobertas durante o mês de fevereiro. Depois de 2001, foi substituído pelo WTA de Memphis.

## Finais

### Simples
| Ano  | Campeã                  | Vice-campeã       | Resultado     |
| ---- | ----------------------- | ----------------- | ------------- |
| 2001 | Monica Seles            | Jennifer Capriati | 6–3, 5–7, 6–2 |
| 2000 | Monica Seles            | Nathalie Dechy    | 6–1, 7–63     |
| 1999 | Venus Williams          | Amanda Coetzer    | 6–3, 6–0      |
| 1998 | Venus Williams          | Joannette Kruger  | 6–3, 6–2      |
| 1997 | Lindsay Davenport       | Lisa Raymond      | 6–4, 6–2      |
| 1996 | Brenda Schultz-McCarthy | Amanda Coetzer    | 6–3, 6–2      |
| 1995 | Brenda Schultz          | Elena Likhovtseva | 6–1, 6–2      |
| 1994 | Meredith McGrath        | Brenda Schultz    | 7–66, 7–64    |
| 1993 | Zina Garrison-Jackson   | Patty Fendick     | 6–2, 6–2      |
| 1992 | Zina Garrison-Jackson   | Lori McNeil       | 7–5, 3–6, 7–6 |
| 1991 | Jana Novotná            | Anne Smith        | 3–6, 6–3, 6–2 |
| 1990 | Amy Frazier             | Manon Bollegraf   | 6–4, 6–2      |
| 1989 | Manon Bollegraf         | Leila Meskhi      | 6–4, 6–4      |
| 1988 | Lori McNeil             | Brenda Schultz    | 6–3, 6–2      |
| 1987 | Elizabeth Smylie        | Lori McNeil       | 4–6, 6–3, 7–5 |
| 1986 | Marcella Mesker         | Lori McNeil       | 6–4, 4–6, 6–3 |

### Duplas
| Ano  | Campeãs                               | Vice-campeãs                                   | Resultado      |
| ---- | ------------------------------------- | ---------------------------------------------- | -------------- |
| 2001 | Amanda Coetzer Lori McNeil            | Janet Lee Wynne Prakusya                       | 6–3, 2–6, 6–0  |
| 2000 | Kimberly Po Corina Morariu            | Tamarine Tanasugarn Elena Tatarkova            | 6–4, 4–6, 6–2  |
| 1999 | Lisa Raymond Rennae Stubbs            | Amanda Coetzer Jessica Steck                   | 6–3, 6–4       |
| 1998 | Serena Williams Venus Williams        | Cătălina Cristea Kristine Kunce                | 7–5, 6–2       |
| 1997 | Rika Hiraki Nana Miyagi               | Marianne Werdel-Witmeyer Tami Whitlinger-Jones | 6–4, 6–1       |
| 1996 | Chanda Rubin Brenda Schultz-McCarthy  | Katrina Adams Debbie Graham                    | 6–4, 6–3       |
| 1995 | Nicole Arendt Laura Golarsa           | Katrina Adams Brenda Schultz                   | 6–4, 6–3       |
| 1994 | Patty Fendick Meredith McGrath        | Katrina Adams Manon Bollegraf                  | 7–63, 6–2      |
| 1993 | Patty Fendick Zina Garrison-Jackson   | Katrina Adams Manon Bollegraf                  | 6–3, 6–2       |
| 1992 | Lori McNeil Nicole Provis             | Katrina Adams Manon Bollegraf                  | 3–6, 6–4, 7–66 |
| 1991 | Meredith McGrath Anne Smith           | Katrina Adams Jill Hetherington                | 6–2, 6–4       |
| 1990 | Mary Lou Daniels Wendy White          | Manon Bollegraf Lise Gregory                   | 7–5, 6–2       |
| 1989 | Lori McNeil Betsy Nagelsen            | Elise Burgin Elizabeth Smylie                  | w.o.           |
| 1988 | Jana Novotná Catherine Suire          | Catarina Lindqvist Tine Scheuer-Larsen         | 6–4, 6–4       |
| 1987 | Svetlana Parkhomenko Larisa Savchenko | Lori McNeil Kim Sands                          | 6–4, 6–4       |
| 1986 | Marcella Mesker Pascale Paradis       | Lori McNeil Catherine Suire                    | 2–6, 7–61, 6–1 |